# Língua de sinais marroquina
A Língua de Sinais Marroquina (em Portugal: Língua Gestual Marroquina) é a língua de sinais (pt: língua gestual) usada pela comunidade surda em Marrocos.